# Élections législatives fédérales belges de 2014
Les élections législatives fédérales belges de 2014 ont eu lieu le 25 mai 2014 afin d'élire les 150 membres de la 54e législature de la Chambre des représentants pour un mandat de cinq ans.
Ces élections se sont déroulées le même jour que les élections régionales et européennes. Pour la première fois, le Sénat n'est plus élu au suffrage direct.
La N-VA reste le premier parti du pays et améliore ses résultats tandis que le Vlaams Belang s'écroule et récolte tout juste trois sièges. En Wallonie, le Parti socialiste d'Elio Di Rupo ainsi qu'Ecolo perdent des voix tandis que le Mouvement réformateur en gagne.
Cette élection est également marquée par l'entrée de deux députés PTB au parlement fédéral. La Liste Dedecker ne parvient à faire élire aucun député.

## Système électoral
La Chambre des représentants est la chambre basse du Parlement fédéral.
Elle est composée de 150 sièges pourvus pour cinq ans au scrutin proportionnel plurinominal de liste avec vote préférentiel et seuil électoral de 5 % dans 11 circonscriptions électorales de 4 à 24 sièges chacune correspondant aux 10 provinces du pays plus la capitale Bruxelles. Sur les onze circonscriptions, cinq recouvrent la partie néerlandophone du pays pour un total de 87 sièges, les 63 sièges restants étant répartis dans les six autres.
Les électeurs ont également la possibilité d'exprimer un vote préférentiel pour un candidat sur la liste pour laquelle ils votent, les sièges obtenus par chaque liste étant par la suite d'abord attribués aux candidats ayant recueilli le plus grand nombre de suffrages en leur nom.
Après décompte des voix, les sièges sont répartis à la proportionnelle aux candidats de tous les partis ayant franchi le seuil de 5 %, dans l'ordre de leur position sur les listes, selon la méthode D'Hondt.
Pour la première fois, et à la suite de la sixième réforme de l'État, les députés sont élus pour 5 ans.

## Forces en présence

### Principales formations
Les partis politiques suivants sortent de la législature avec au moins un siège à la chambre des représentants.
| Parti | Parti                                           | Positionnement                                                                          | Dirigeant                      | Résultats en 2010 | Résultats en 2010 |
| Parti | Parti                                           | Positionnement                                                                          | Dirigeant                      | %                 | Sièges            |
| ----- | ----------------------------------------------- | --------------------------------------------------------------------------------------- | ------------------------------ | ----------------- | ----------------- |
|       | Nieuwe Vlaamse Alliantie (NVA)                  | Droite Nationalisme flamand, séparatisme, libéral-conservatisme, euroscepticisme modéré | Bart De Wever                  | 17,40             | 27                |
|       | Parti socialiste (PS)                           | Centre gauche Social-démocratie, progressisme, europhilie                               | Elio Di Rupo                   | 13,70             | 26                |
|       | Mouvement réformateur (MR)                      | Centre droit Libéralisme, Social-libéralisme, europhilie                                | Charles Michel                 | 9,28              | 18                |
|       | Christen Democratisch en Vlaams (CD&V)          | Centre droit Démocratie chrétienne, europhilie                                          | Wouter Beke                    | 10,85             | 17                |
|       | Socialisticsche Partij Anders (Sp.a)            | Centre gauche Social-démocratie, europhilie                                             | Bruno Tobback                  | 9,24              | 13                |
|       | Open Vlaamse Liberalen en Democraten (Open VLD) | Centre droit Libéralisme, social-libéralisme, europhilie                                | Gwendolyn Rutten               | 8,64              | 13                |
|       | Vlaams Belang                                   | Extrême droite Nationalisme flamand, national-conservatisme, euroscepticisme            | Gerolf Annemans                | 7,76              | 12                |
|       | Centre démocrate humaniste (cdH)                | Centre droit Démocratie chrétienne, europhilie                                          | Benoît Lutgen                  | 5,53              | 9                 |
|       | Ecolo                                           | Gauche Écologie politique, europhilie                                                   | Olivier Deleuze et Emily Hoyos | 4,80              | 8                 |
|       | Groen                                           | Gauche Écologie politique, europhilie                                                   | Wouter Van Besien              | 5,30              | 6                 |
|       | Lijst Dedecker (LDD)                            | Extrême droite Confédéralisme, euroscepticisme modéré                                   | Jean-Marie Dedecker            | 2,31              | 1                 |
|       | Parti Populaire (PP)                            | Extrême droite National-libéralisme, conservatisme, europscepticisme                    | Mischaël Modrikamen            | 1,29              | 1                 |

## Sondages

### En Flandre
| Date           | Journal                     | Échantillon                 | N-VA | CD&V | sp.a | Open VLD | VB   | Groen | LDD | PVDA | Autres |
| -------------- | --------------------------- | --------------------------- | ---- | ---- | ---- | -------- | ---- | ----- | --- | ---- | ------ |
| Date           | Journal                     | Échantillon                 |      |      |      |          |      |       |     |      | Autres |
| Février 2014   | La Libre/RTBF/DR            | 746                         | 32,3 | 17,6 | 14,6 | 12,8     | 9,8  | 7,3   | -   | 3,7  | 1,9    |
| Novembre 2013  | La Libre/RTBF/DR            | 746                         | 30,8 | 17,9 | 14,3 | 12,4     | 9,9  | 8,0   | 3,4 | 2,0  | 1,3    |
| Septembre 2013 | La Libre/RTBF/DR            | 710                         | 35,5 | 17,3 | 12,0 | 11,8     | 11,3 | 6,9   | 2,3 | 1,5  | 1,4    |
| Mai 2013       | La Libre/RTBF/DR            | 730                         | 32,8 | 15,9 | 14,1 | 12,9     | 11,4 | 6,5   | 3,3 | 2,5  | 0,6    |
| Février 2013   | La Libre/RTBF/DR            | 709                         | 39,0 | 14,1 | 14,9 | 10,0     | 6,8  | 8,7   | 2,6 | 2,4  | 1,5    |
| Novembre 2012  | La Libre/RTBF/DR            |                             | 35,4 | 16,5 | 14,4 | 9,6      | 10,7 | 8,0   | 0,8 | 3,6  | 1,0    |
| 13 juin 2010   | Élections fédérales de 2010 | Élections fédérales de 2010 | 28,0 | 17,6 | 15,3 | 13,7     | 12,6 | 7,1   | 3,8 | 1,4  | 0,6    |

### En Wallonie
| Date           | Journal                     | Échantillon                 | PS   | MR   | Ecolo | cdH  | PTB | PP  | LD  | Wal | FDF | Autres |
| -------------- | --------------------------- | --------------------------- | ---- | ---- | ----- | ---- | --- | --- | --- | --- | --- | ------ |
| Date           | Journal                     | Échantillon                 |      |      |       |      |     |     |     |     |     | Autres |
| Février 2014   | La Libre/RTBF/DR            | 571                         | 28,0 | 24,1 | 10,6  | 10,2 | 7,6 | 5,9 | 3,5 | 2,8 | 2,3 | 5,0    |
| Novembre 2013  | La Libre/RTBF/DR            | 685                         | 30,3 | 22,1 | 11,2  | 12,7 | 4,1 | 4,0 | 3,3 | 2,9 | 3,3 | 6,1    |
| Septembre 2013 | La Libre/RTBF/DR            | 645                         | 30,3 | 23,5 | 12,7  | 12,8 | 3,7 | 2,1 | 2,8 | 3,4 | 3,1 | 5,6    |
| Mai 2013       | La Libre/RTBF/DR            | 679                         | 28,6 | 24,0 | 14,7  | 12,9 | 4,6 | 1,4 | -   | 4,1 | 2,8 | 6,9    |
| Février 2013   | La Libre/RTBF/DR            | 638                         | 30,2 | 24,2 | 12,9  | 12,3 | 4,2 | 2,5 | -   | 1,1 | 3,5 | 9,1    |
| Novembre 2012  | La Libre/RTBF/DR            | 731                         | 30,6 | 23,5 | 11,3  | 12,7 | 5,4 | 2,4 | -   | 1,4 | 2,1 | 10,6   |
| 13 juin 2010   | Élections fédérales de 2010 | Élections fédérales de 2010 | 37,6 | 22,2 | 12,3  | 14,6 | 1,9 | 3,1 | -   | 1,7 | -   | 6,6    |

## Principales formations et têtes de liste
Les listes pour la Chambre sont dressées par province, ainsi que pour la région de Bruxelles-Capitale. Il n'y a plus d'élection directe pour le sénat.

## Résultats

### Chambre des représentants

#### Au niveau fédéral
|                        |                                                                       |           |       |      |        |               |  |
| Parti                  | Parti                                                                 | Voix      | Voix  | Voix | Sièges | Sièges        |  |
| Parti                  | Parti                                                                 | Voix      | %     | +/-  | Sièges | +/-           |  |
|                        | Nieuw-Vlaamse Alliantie (N-VA)                                        | 1 366 397 | 20,26 | 2,86 | 33     | 6             |  |
|                        | Parti socialiste (PS)                                                 | 787 058   | 11,67 | 2,03 | 23     | 3             |  |
|                        | Christen-Democratisch en Vlaams (CD&V)                                | 783 040   | 11,61 | 0,76 | 18     | 1             |  |
|                        | Open Vlaamse Liberalen en Democraten (Open VLD)                       | 659 571   | 9,78  | 1,14 | 14     | 1             |  |
|                        | Mouvement réformateur (MR)                                            | 650 260   | 9,64  | 0,36 | 20     | 2             |  |
|                        | Socialistische Partij Anders (sp.a)                                   | 595 466   | 8,83  | 0,41 | 13     | en stagnation |  |
|                        | Groen                                                                 | 358 947   | 5,32  | 0,94 | 6      | 1             |  |
|                        | Centre démocrate humaniste (cdH)                                      | 336 184   | 4,98  | 0,54 | 9      | en stagnation |  |
|                        | Parti du travail de Belgique (PTB/PVDA)                               | 251 276   | 3,72  | 2,31 | 2      | 2             |  |
|                        | Vlaams Belang (VB)                                                    | 247 738   | 3,67  | 4,09 | 3      | 9             |  |
|                        | Ecolo                                                                 | 222 524   | 3,30  | 1,50 | 6      | 2             |  |
|                        | Fédéralistes démocrates francophones (FDF)                            | 121 384   | 1,80  | N/A  | 2      | 1             |  |
|                        | Parti populaire (PP)                                                  | 104 862   | 1,55  | 0,23 | 1      | en stagnation |  |
|                        | Debout les Belges!                                                    | 58 043    | 0,86  | Nv.  | 0      | en stagnation |  |
|                        | Parti pirate                                                          | 33 014    | 0,49  | Nv.  | 0      | en stagnation |  |
|                        | Lijst Dedecker (LDD)                                                  | 28 414    | 0,42  | 1,89 | 0      | 1             |  |
|                        | La Droite (LD)                                                        | 26 035    | 0,39  | Nv.  | 0      | en stagnation |  |
|                        | Faire place nette (FPN)                                               | 15 467    | 0,23  | Nv.  | 0      | en stagnation |  |
|                        | ISLAM                                                                 | 13 719    | 0,20  | Nv.  | 0      | en stagnation |  |
|                        | Belgische Unie-Union belge-Belgische Union (BUB)                      | 12 103    | 0,18  | Nv.  | 0      | en stagnation |  |
|                        | ROSSEM                                                                | 11 680    | 0,17  | Nv.  | 0      | en stagnation |  |
|                        | Wallonie d’abord                                                      | 11 221    | 0,17  | Nv.  | 0      | en stagnation |  |
|                        | Nation                                                                | 10 216    | 0,15  | Nv.  | 0      | en stagnation |  |
|                        | Rassemblement Wallonie France (RWF)                                   | 7 394     | 0,11  | Nv.  | 0      | en stagnation |  |
|                        | Mouvement de gauche (MG)                                              | 4 529     | 0,07  | Nv.  | 0      | en stagnation |  |
|                        | Lutte ouvrière (LO)                                                   | 3 539     | 0,05  | Nv.  | 0      | en stagnation |  |
|                        | Parti des pensionnés et des retraités (PP Parti pensionnés)           | 3 178     | 0,05  | Nv.  | 0      | en stagnation |  |
|                        | Front wallon (FW)                                                     | 3 080     | 0,05  | Nv.  | 0      | en stagnation |  |
|                        | Nouvelle Wallonie alternative (NWA)                                   | 2 785     | 0,04  | Nv.  | 0      | en stagnation |  |
|                        | Sociaal-Democraten & Progressieven (SD&P)                             | 2 298     | 0,03  | Nv.  | 0      | en stagnation |  |
|                        | Parti pour la liberté, l’union et la solidarité (P+)                  | 2 254     | 0,03  | Nv.  | 0      | en stagnation |  |
|                        | Valeurs libérales citoyennes (VLC)                                    | 2 028     | 0,03  | Nv.  | 0      | en stagnation |  |
|                        | Rassemblement wallon                                                  | 1 598     | 0,02  | Nv.  | 0      | en stagnation |  |
|                        | Gauches communes                                                      | 1 445     | 0,02  | Nv.  | 0      | en stagnation |  |
|                        | Vox Populi Belgica                                                    | 1 280     | 0,02  | Nv.  | 0      | en stagnation |  |
|                        | Égalitaires !                                                         | 953       | 0,01  | Nv.  | 0      | en stagnation |  |
|                        | Partij voor Gehandicapten en Welzijn (PVGW)                           | 932       | 0,01  | Nv.  | 0      | en stagnation |  |
|                        | Parti libertarien (P-Lib)                                             | 750       | 0,01  | Nv.  | 0      | en stagnation |  |
|                        | Mouvement généraliste des jeunes, des ouvriers et des démunis (MGJOD) | 460       | 0,01  | Nv.  | 0      | en stagnation |  |
|                        | Citoyens d’ici et du monde (CIM)                                      | 430       | 0,01  | Nv.  | 0      | en stagnation |  |
|                        | Mouvement et organisation pour vivre ensemble (MOVE)                  | 400       | 0,01  | Nv.  | 0      | en stagnation |  |
|                        | Agora Erasmus                                                         | 382       | 0,01  | Nv.  | 0      | en stagnation |  |
|                        | LaLutte-DeStrijd                                                      | 213       | 0,00  | Nv.  | 0      | en stagnation |  |
|                        |                                                                       |           |       |      |        |               |  |
| Suffrages exprimés     | Suffrages exprimés                                                    | 6 744 547 | 94,23 |      |        |               |  |
| Votes blancs et nuls   | Votes blancs et nuls                                                  | 412 951   | 5,77  |      |        |               |  |
| Total                  | Total                                                                 | 7 157 498 | 100   | -    | 150    | en stagnation |  |
| Abstention             | Abstention                                                            | 851 278   | 10,63 |      |        |               |  |
| Inscrits/Participation | Inscrits/Participation                                                | 8 008 776 | 89,37 |      |        |               |  |

#### Résumé par famille politique
|                     |                         |              |       |      |        |               |  |  |  |  |  |  |  |  |
| Familles politiques | Familles politiques     | Partis       | %     | +/-  | Sièges | +/-           |  |  |  |  |  |  |  |  |
|                     | Socialistes             | PS, sp.a     | 20,50 | 2,44 | 36     | 3             |  |  |  |  |  |  |  |  |
|                     | Nationalistes flamands  | N-VA         | 20,26 | 2,86 | 33     | 6             |  |  |  |  |  |  |  |  |
|                     | Libéraux                | Open VLD, MR | 19,42 | 1,50 | 34     | 3             |  |  |  |  |  |  |  |  |
|                     | Chrétiens-démocrates    | CD&V, cdH    | 16,59 | 0,22 | 27     | 1             |  |  |  |  |  |  |  |  |
|                     | Écologistes             | Ecolo, Groen | 8,62  | 0,56 | 12     | 1             |  |  |  |  |  |  |  |  |
|                     | Extrême droite          | VB, PP       | 5,19  | 4,37 | 4      | 9             |  |  |  |  |  |  |  |  |
|                     | Extrême-gauche          | PTB/PVDA     | 3,72  | 2,31 | 2      | 2             |  |  |  |  |  |  |  |  |
|                     | Centristes francophones | DéFI         | 1,80  | N/A  | 2      | 2             |  |  |  |  |  |  |  |  |
|                     | Autres                  | Autres       | 3,90  | -    | 0      | 1             |  |  |  |  |  |  |  |  |
| Total               | Total                   | Total        | 100   | -    | 150    | en stagnation |  |  |  |  |  |  |  |  |

#### Détaillé

##### Bruxelles-Capitale
| Parti                  | Parti                  | Voix    | %     | +/-  | Sièges | +/-           |
| ---------------------- | ---------------------- | ------- | ----- | ---- | ------ | ------------- |
|                        | PS                     | 123 985 | 24,86 | 8,12 | 5      | 1             |
|                        | MR                     | 115 038 | 23,07 | 3,90 | 4      | 1             |
|                        | FDF                    | 55 306  | 11,09 | N/A  | 2      | 2             |
|                        | Cartel Ecolo-Groen     | 52 133  | 10,45 | 0,56 | 2      | en stagnation |
|                        | cdH                    | 46 441  | 9,31  | 1,24 | 2      | en stagnation |
|                        | PTB/PVDA               | 19 135  | 3,84  | 2,72 | 0      | en stagnation |
|                        | Open VLD               | 13 283  | 2,66  | 4,51 | 0      | 2             |
|                        | N-VA                   | 13 223  | 2,65  | 9,58 | 0      | 3             |
|                        | DLB                    | 11 112  | 2,23  | Nv.  | 0      | en stagnation |
|                        | sp.a                   | 9 613   | 1,93  | 2,71 | 0      | 1             |
|                        | ISLAM                  | 9 837   | 1,88  | Nv.  | 0      | en stagnation |
|                        | PP                     | 8 641   | 1,73  | 0,80 | 0      | en stagnation |
|                        | CD&V                   | 8 173   | 1,64  | 5,30 | 0      | 2             |
|                        | VB                     | 5 157   | 1,03  | 4,00 | 0      | 1             |
|                        | Autres                 | 8 098   | 1,62  | -    | 0      | -             |
|                        |                        |         |       |      |        |               |
| Suffrages exprimés     | Suffrages exprimés     | 498 725 | 94,50 |      |        |               |
| Votes blancs et nuls   | Votes blancs et nuls   | 29 057  | 5,50  |      |        |               |
| Total                  | Total                  | 527 782 | 100   | -    | 15     | 7             |
| Abstentions            | Abstentions            | 80 795  | 13,27 |      |        |               |
| Inscrits/Participation | Inscrits/Participation | 608 577 | 86,73 |      |        |               |